# Bonicaparra
Bonicaparra es un despoblado español del municipio de Ezcaray, perteneciente a la comunidad autónoma de La Rioja.

## Historia
Hacia mediados del siglo XIX, el lugar ya pertenecía a Ezcaray. Aparece descrito en el cuarto volumen del Diccionario geográfico-estadístico-histórico de España y sus posesiones de Ultramar de Pascual Madoz con las siguientes palabras:

BONICAPARRA: barrio dependiente de Ezcaray en la prov. de Logroño, part. jud. de Sto. Domingo, aud. terr., c. g. y dióc. de Burgos: hay un individuo del ayunt. de su matriz que ejerce el cargo de alc. p. para el buen gobierno de este barrio. Se compone de 8 vec. y contribuye con su ayunt. (V.)
(Madoz, 1846, p. 396)

Quedó despoblado alrededor de 1940. En la actualidad se mantiene un refugio de montañeros y cazadores.